# Casa Vivanco

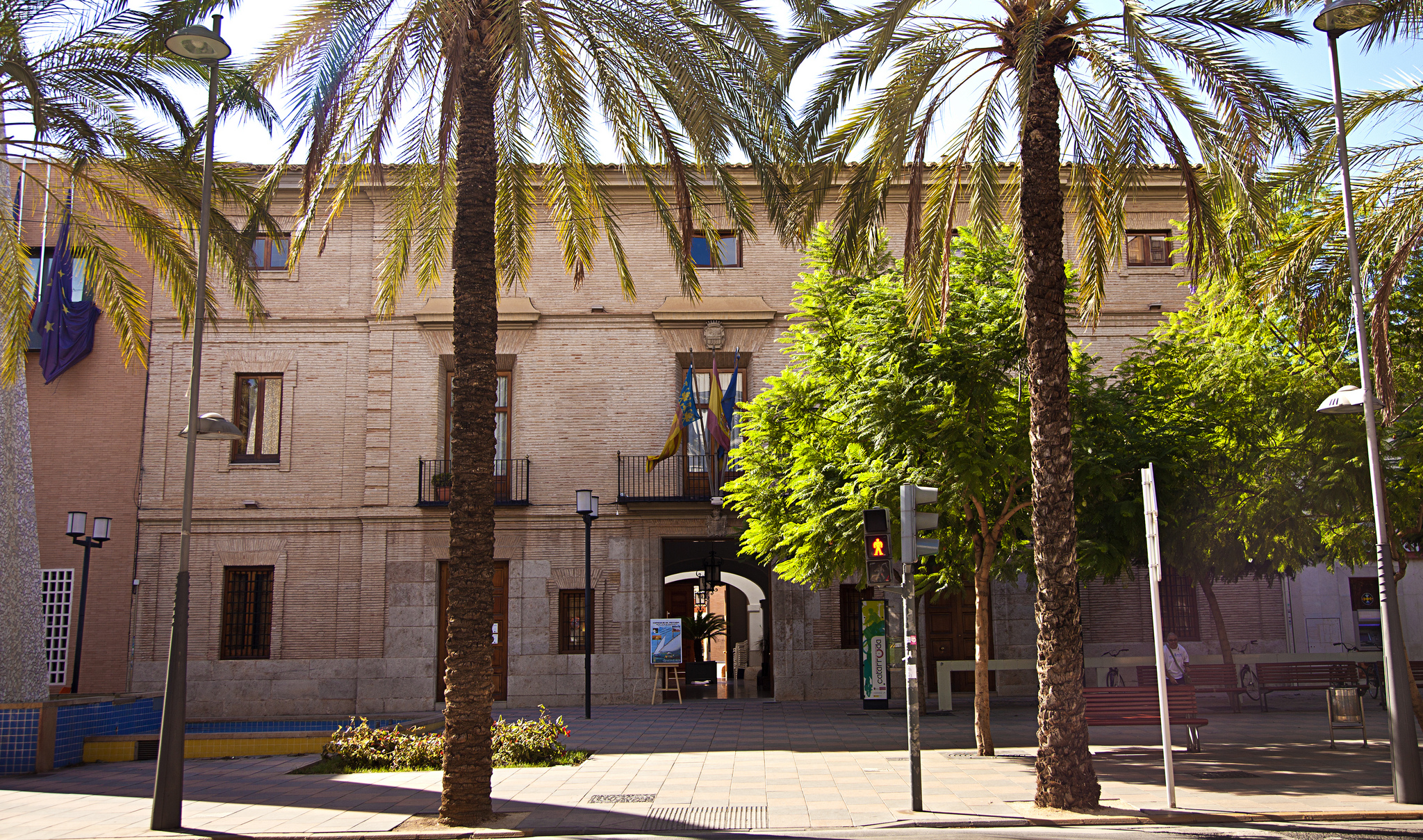

La casa Vivanco, también conocida como Palau Vivanco, es un edificio de mediados del siglo XVIII que constituye un bien de interés cultural. Se encuentra en Catarroja (Valencia), en el Camino Real, que está en el centro de la ciudad.
Su código de bien de interés cultural es 46.16.094-002, con anotación ministerial R-I-51-0004525 de fecha 19 de octubre de 1981.

## Descripción
Está construida en estilo neoclásico con elementos ornamentales del barroco tardío.
Se construyó para la comercialización de productos agrícolas y sedera, especialmente aceite y vino, y estaba adaptada para estas funciones. Se trata de un exponente de la burguesía comercial fuertemente influido por las costumbres nobiliarias, por ejemplo presenta un escudo familiar que pertenece a uno de los propietarios en el siglo XIX.
Es un edificio de planta cuadrangular, con un patio central al que recaen las diferentes dependencias. Tiene cuatro crujías paralelas a la fachada. El interior dispone de varias escaleras que dan acceso a las diferentes plantas, situada la principal a la derecha tras el zaguán de entrada.
La fachada es de estilo neoclásico y está dividida verticalmente en tres tramos con total simetría. Los dos tramos extremos presentan vanos rectangulares de menores dimensiones y están separados del central mediante cadenas que unen el piso principal con la planta superior. El cuerpo central tiene tres vanos por planta. En parte central de la planta baja se encuentra la puerta adintelada sobre la cual hay un escudo. Flanqueando la puerta principal hay otras dos, también adinteladas pero de menores dimensiones.
En la planta principal se abren ventanales rectangulares con balcones corridos, con primacía del central. En el piso superior, de menor anchura, se abren ventanales rectangulares apaisados de menor tamaño. La separación de las plantas se realiza mediante líneas de cornisa.

## Historia
Se edificó en el siglo XVIII. El nombre actual proviene de una antigua propietaria del XIX, la viuda de Vivancos Ortiz, quien era la dueña en el momento en que se formó la plaza actual en el Camino Real.
Hubo en la parte posterior un huerto, y durante algunos años un campo de fútbol que fue suprimido en los años ochenta del siglo XX.
Su uso actual es público, siendo sede del ayuntamiento y una de sus salas es una sala de exposiciones.